# Пунта-Аренас
Пу́нта-Аре́нас (исп. Punta Arenas) — город в Чили. Административный центр одноимённой коммуны, провинции Магальянес и области Магальянес-и-ла-Антарктика-Чилена.
В переводе с испанского название означает «песчаный мыс».

## История

### Открытие и попытка колонизации
В Доколумбову эпоху территорию современного Пунта-Аренаса населяли индейские племена теуэльче, занимавшиеся охотой, рыболовством и собирательством. Первыми белыми, посетившими эти земли, стали испанцы из кругосветной экспедиции Фернана Магеллана в 1520 году. Испанцы были поражены высоким ростом туземцев (средний рост теуэльче составлял 1,8 метра, испанцев — 1,6 метра) и отметили их высокую воинственность.
Испанское правительство понимало огромную стратегическую важность открытого Магелланом прохода из Атлантики в Тихий океан, и в конце 1581 года 16 кораблей с 2200 поселенцами на борту под командованием Педро Сармьенто де Гамбоа отплыли из Санлукар-де-Баррамеды для того, чтобы основать колонию на суровых берегах Магелланова пролива. Из-за сильных штормов и болезней среди колонистов до цели в марте 1584 года добрались лишь 4 корабля с 300 поселенцами, основавшими 25 апреля 1584 года посёлок Рей-Дон-Фелипе (названа в честь Филиппа II). Суровый климат, недостаток продовольствия и нападения индейцев привели к гибели поселения. Английский пират Томас Кэвендиш в 1587 году подобрал последнего выжившего жителя Рей-Дон-Фелипе. Рассказ испанца о страданиях, выпавших на долю жителей, впечатлил даже известного своей жестокостью Кэвендиша, назвавшего место «Порт Голода». Под этим названием район и был известен следующие два века среди моряков, сходивших здесь на берег лишь при крайней необходимости.

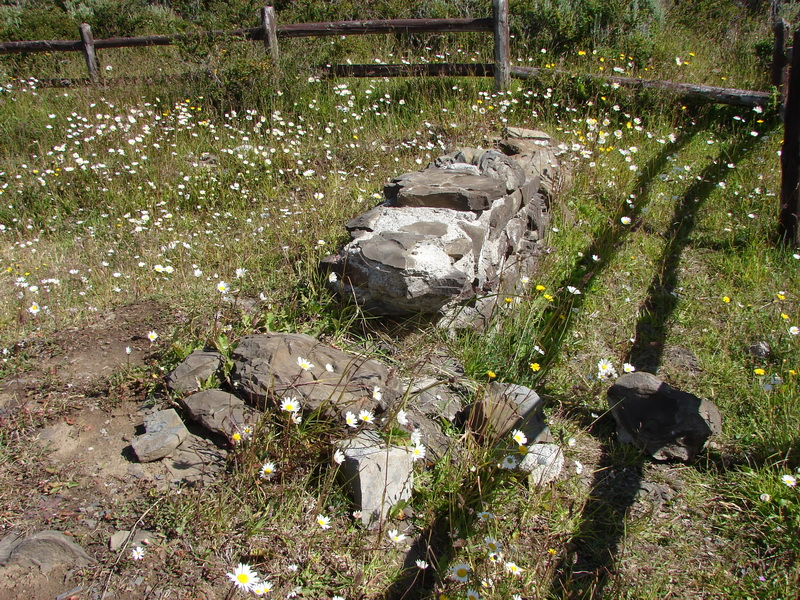
Руины церкви, построенной колонистами в 1584 году

### Современная история
Современное название Пунта-Аренаса было впервые предложено английским адмиралом Джоном Нарборо (John Narborough), назвавшим эту местность Sandy Point («песчаный мыс») в своих заметках в 1669—1671 годах. Хотя иногда эту заслугу по ошибке приписывают английскому военному моряку Джону Байрону, потерпевшему здесь кораблекрушение 14 мая 1741 года. В употребление это название вошло в испанском переводе. Первый посёлок, выросший в современный город, был здесь основан лишь в 1843 году, когда усилившиеся разногласия с Аргентиной по вопросу принадлежности южных территорий побудили чилийское правительство заняться освоением региона. 21 человек (включая двух женщин), под руководством британца Джона Вильямса Уилсона, принявшего чилийское гражданство, высадился на берег 21 сентября. В 1848 году сюда был прислан губернатор Хосе де Лос-Сантос Мардонес, перенёсший посёлок на 60 км севернее, в устье реки Лас-Лимас.
Много десятилетий здесь была тюрьма и 2/3 населения составляли заключённые. В то время юг Патагонии официально не принадлежал ни одной стране, поэтому в городе часто селились подозрительные личности, бежавшие из своих государств. В 1851 году заключённые, к которым присоединилась часть гарнизона, подняли мятеж и захватили город. Мятеж был подавлен британским военным кораблём Virago, проходившим мимо Пунта-Аренаса. Второй мятеж, т. н. «Мятеж артиллеристов», произошёл в 1877 году и нанёс городу значительный ущерб. После окончательного присоединения территории к Чили (Договор 1881 года о границе между Чили и Аргентиной), в городе вырос большой порт, значение которого, впрочем, резко снизилось после начала эксплуатации Панамского канала. В 1868 году было всего 195 жителей, живших в 28 домах, между тем как в 1871 году число жителей возросло до 850, помещающихся в 210 домах. Кроме домов, находятся и другие здания: церковь, казарма, школа, аптека и лесопильная мельница. Эти жители по большей части чилийцы, в том же числе очень немного иностранцев: англичан.

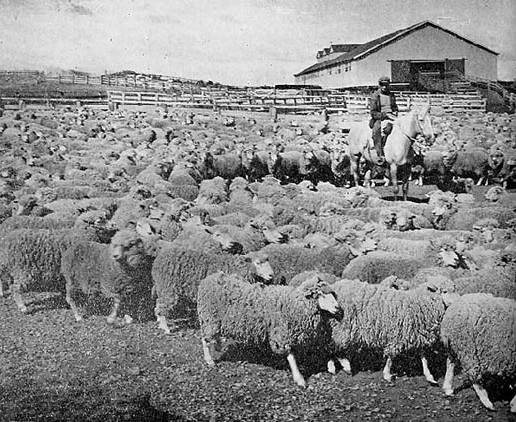
Овечье ранчо в окрестностях города, 1942

Значительный толчок развитию города дали Огнеземельская золотая лихорадка 1883—1906 годов и, особенно, Патагонский овечий бум 1880-х — 1930-х годов, привлекшие в регион тысячи новых иммигрантов, в основном хорватского, скандинавского и ирландского происхождения. Хорватскую диаспору Пунта-Аренаса составляют, по преимуществу, потомки уроженцев далматинских островов, особенно острова Брач. В середине XIX века филлоксера опустошила виноградники хорватских островов, обрекая жителей на нищету. Хорваты сначала прибыли в Аргентину, а затем многие из них устремились на юг Чили, будучи привлечены новостями о золоте. Вскоре президент Бульнес предоставил чилийское гражданство «иностранцам из Австро-Венгрии, которые не говорят по-немецки». Многие улицы и площади Пунта-Аренаса носят хорватские имена. Некоторые хорваты Пунта-Аренаса усыновили сирот индейского племени яганов.
В 1927 году город был переименован в Магеллан, но в 1938 ему возвратили прежнее название.
С середины до конца XX века Пунта-Аренас переживал экономический застой, но сегодня город вновь активно развивается, и, благодаря недавно открытым шельфовым запасам нефти и природного газа, имеет хорошие перспективы дальнейшего роста.

## География и климат

### Географические сведения

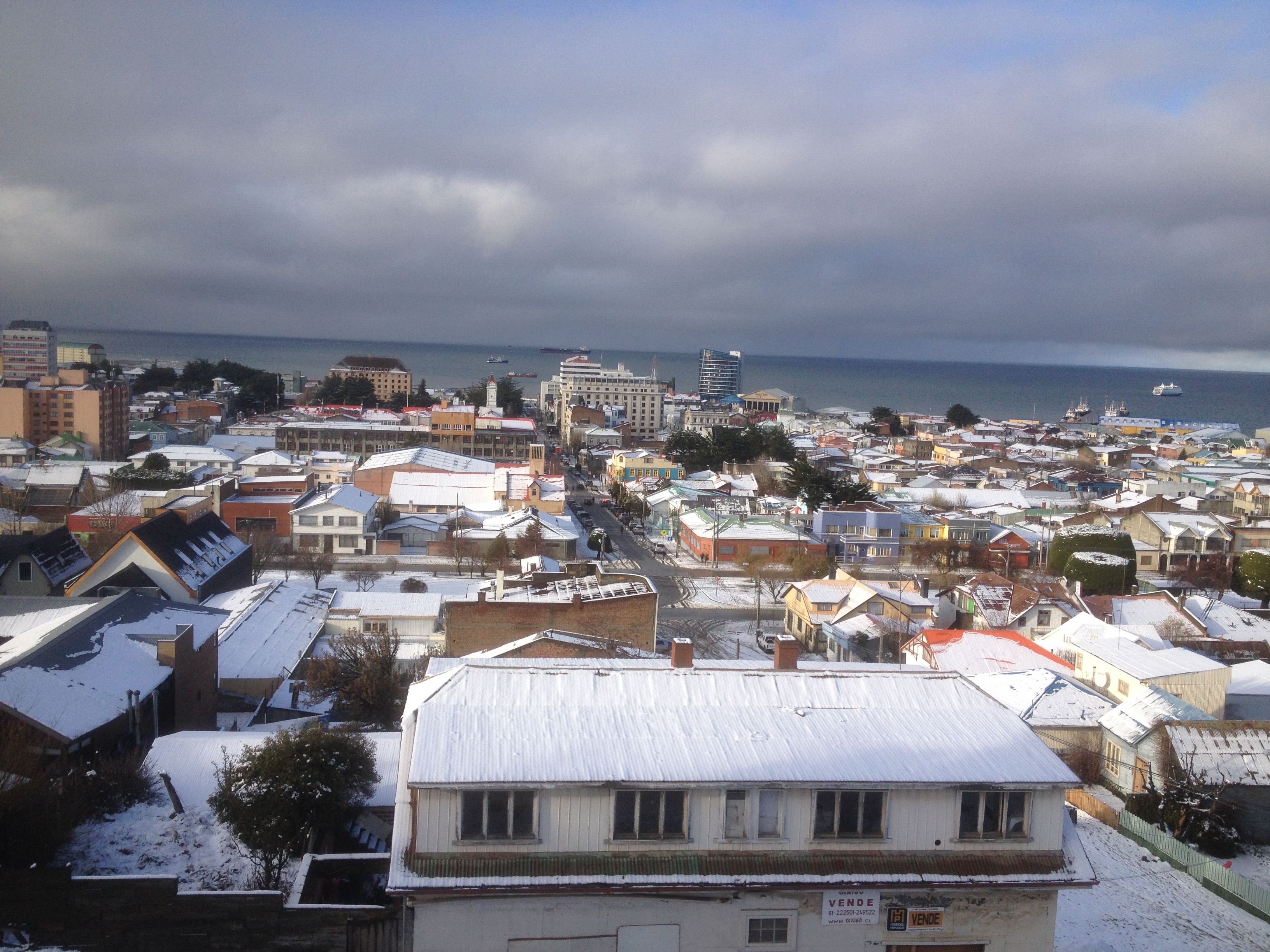
Снег зимой

Город находится на полуострове Брансуик на берегу посередине Магелланова пролива. Это самый южный город Земли с населением более 100 тысяч человек, а также самый южный город, находящийся на континенте. Город окружают горы, в которых расположено несколько популярных лыжных курортов.
Через Магелланов пролив расположен крупнейший чилийский город архипелага Огненная Земля — Порвенир.
В 100 км к югу от Пунта-Аренаса расположена самая южная континентальная точка Южной Америки — мыс Фроуорд.
Коммуна граничит:
- на севере — c коммунами Лагуна-Бланка, Сан-Грегорио
- на северо-востоке — c коммуной Примавера
- на востоке — с коммунами Порвенир, Тимаукель
- на юге — c коммуной Тимаукель
- на северо-западе — c коммуной Рио-Верде

На юго-западе коммуны расположен Тихий океан.
Пунта-Аренас является антиподом посёлка Усть-Баргузин.

### Климат
Климат в городе прохладный морской (по классификации климатов Кëппена -  Cfc , но относительно сухой благодаря эффекту дождевой тени от близлежащих гор. Осадки выпадают равномерно в течение года, всего 395 мм в год, что примерно в два раза меньше, чем в Москве, Климатическое лето отсутствует,. Летом осадки выпадают в виде дождей, зимой — либо в виде дождя, либо снега, либо в их комбинации. В горах зимой осадки практически всегда в виде снега. Заморозки возможны в любое время года.
| Показатель                                               | Янв. | Фев. | Март | Апр. | Май  | Июнь | Июль | Авг.  | Сен. | Окт. | Нояб. | Дек. | Год  |
| -------------------------------------------------------- | ---- | ---- | ---- | ---- | ---- | ---- | ---- | ----- | ---- | ---- | ----- | ---- | ---- |
| Абсолютный максимум, °C                                  | 26,2 | 25,4 | 24,5 | 19,2 | 24,0 | 20,0 | 21,2 | 23,2  | 19,0 | 21,2 | 24,4  | 24,9 | 26,2 |
| Средний суточный максимум, °C                            | 14,3 | 14,0 | 12,3 | 9,7  | 6,5  | 4,1  | 3,7  | 5,2   | 7,7  | 10,2 | 12,2  | 13,5 | 9,4  |
| Средняя температура, °C                                  | 10,5 | 10,2 | 8,7  | 6,5  | 3,8  | 1,0  | 0,3  | 1,5   | 4,3  | 6,5  | 8,4   | 9,7  | 6,1  |
| Средний суточный минимум, °C                             | 6,8  | 6,6  | 5,2  | 3,4  | 1,2  | −1,3 | −1,8 | −1    | 1,2  | 3,0  | 4,7   | 6,0  | 3,0  |
| Абсолютный минимум, °C                                   | −1,5 | −1,9 | −4   | −13  | −12  | −14  | −15  | −13,6 | −9,5 | −5   | −2,5  | −1   | −15  |
| Норма осадков, мм                                        | 41,7 | 31,2 | 38,1 | 40,2 | 41,2 | 27,0 | 29,1 | 29,8  | 26,5 | 27,2 | 30,0  | 33   | 395  |
| Температура воды, °C                                     | 13   | 11   | 10   | 9    | 9    | 8    | 7    | 6     | 3    | 6    | 8     | 10   | 9    |
| Источник: Estadistica Climatologica, World Climate Guide |      |      |      |      |      |      |      |       |      |      |       |      |      |

## Население
По данным Чилийского национального института статистики население Пунта-Аренаса в 2012 году составляло 131 тыс. человек. Свыше 90 % горожан относятся к белым и являются потомками иммигрантов из Хорватии (каждый второй житель), Испании и с Британских островов. Испанский язык абсолютно преобладает в городе, хотя в начале XX века примерно по 1/3 горожан пользовались дома хорватским, испанским и английским языками.
В городе также проживает несколько сотен индейцев-арауканов, в последние годы растёт индийская община.

## Экономика и транспорт
Пунта-Аренас испытывает в последние годы бурный экономический рост, опираясь, прежде всего, на туризм и добычу нефти и природного газа. По-прежнему значительную роль играют рыболовство и обслуживание заходящих в порт судов (включая многочисленные круизные лайнеры). На острове Риеско недалеко от города разрабатываются месторождения каменного угля.

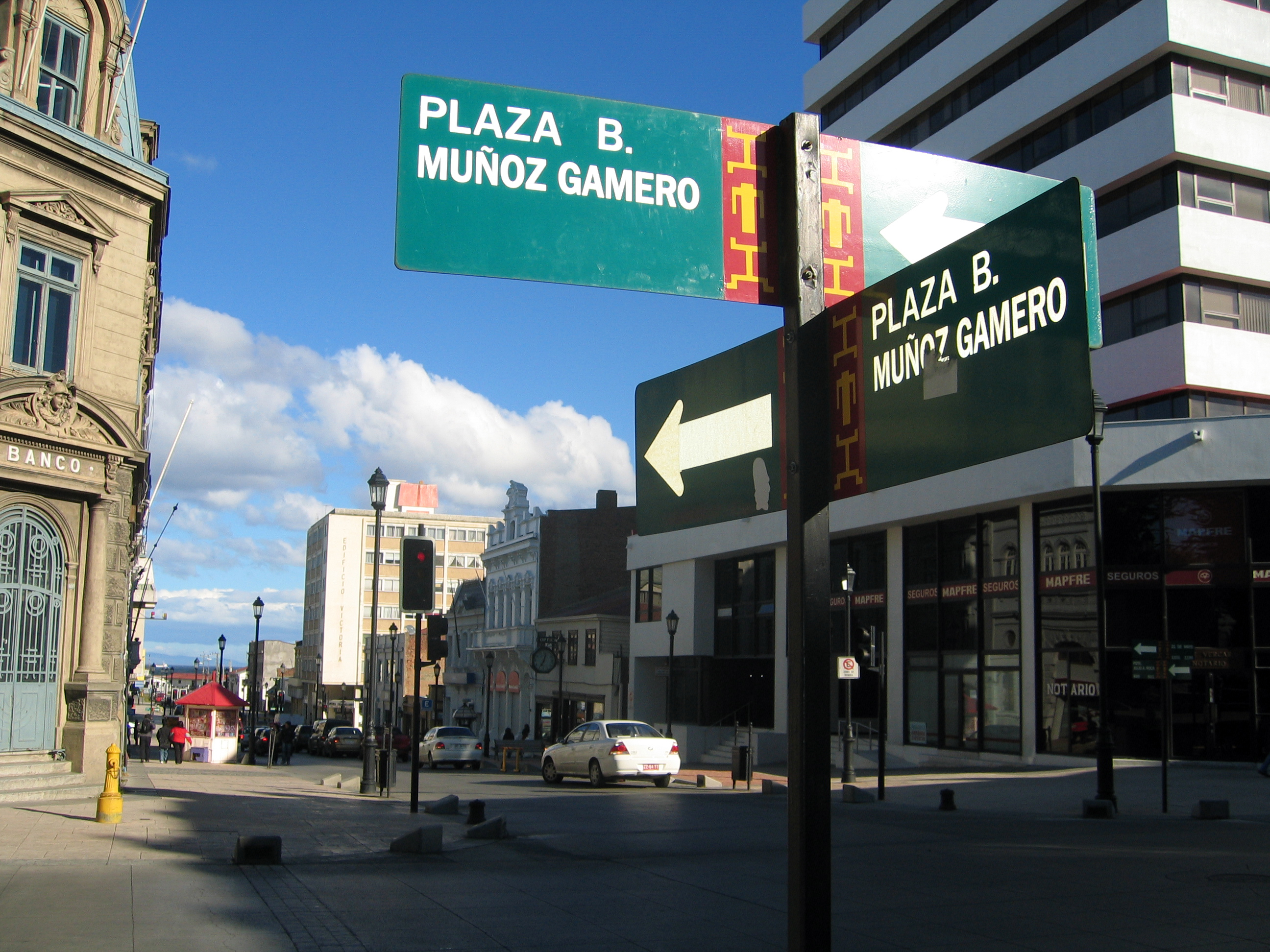
Центр города

Наряду с аргентинской Ушуайей и новозеландским Крайстчерчем Пунта-Аренас является отправной точкой для исследований Антарктиды, куда изо всех трёх городов летают регулярные авиарейсы.
Город обслуживается Международным аэропортом им. президента Карлоса Ибанеса (IATA: PUQ, ICAO: SCCI) с пассажирооборотом 560 тыс. человек в год (2010). Регулярные авиарейсы отправляются в основные населённые пункты чилийской и аргентинской Патагонии, Огненной Земли, а также в Сантьяго и в Антарктиду.
Паромным сообщением город связан с Огненной Землёй и Пуэрто-Уильямсом, а автомобильной дорогой — с Аргентиной (и, через неё, с остальной Чили). Общественный транспорт представлен автобусами и находится под управлением компании Movigas.

## Образование
- Университет Магальяна

## Достопримечательности
В самом центре города стоит памятник Фернану Магеллану — первому из европейцев, открывшему эти места.

## Галерея

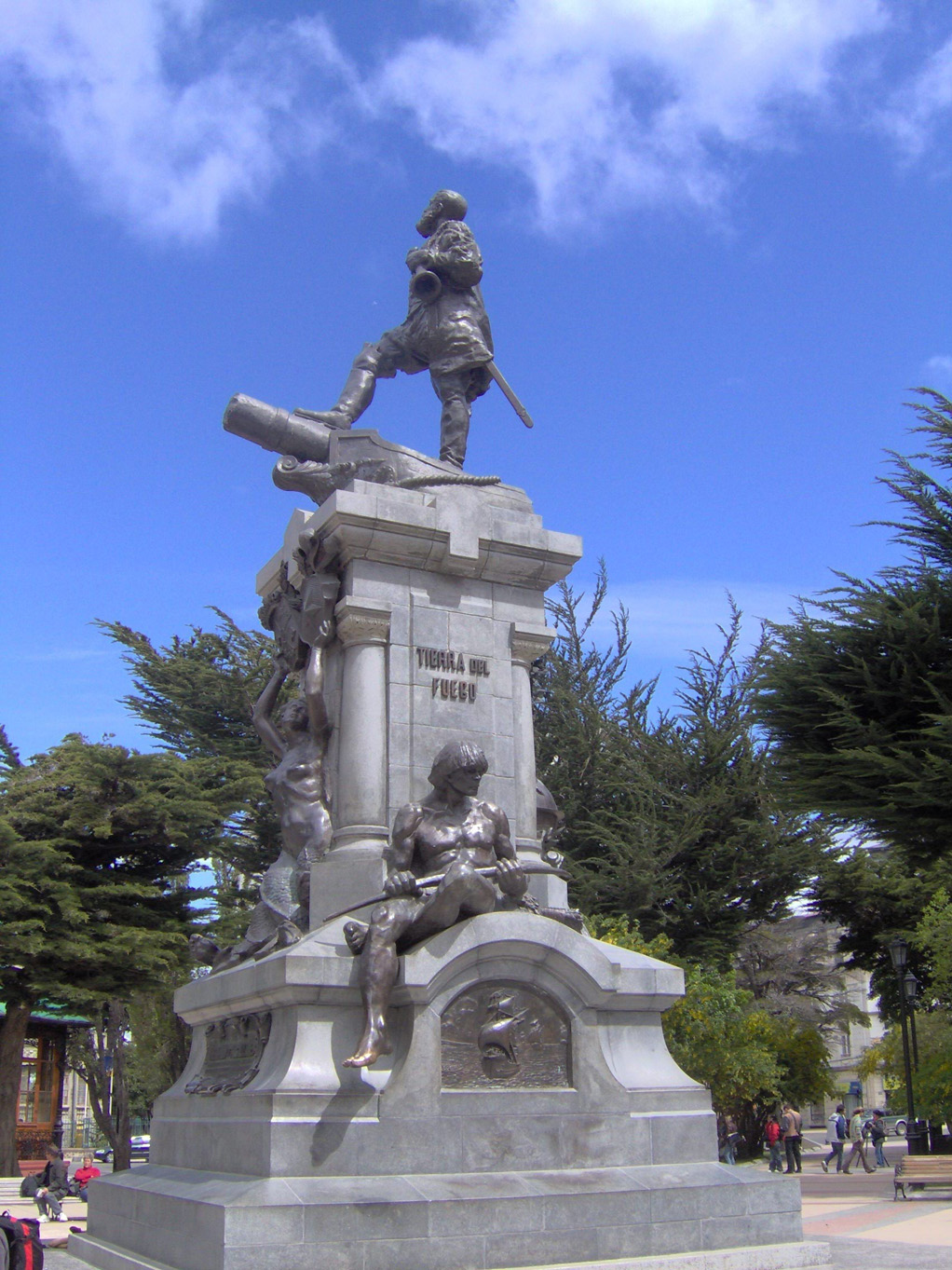
Памятник Ф.Магеллану
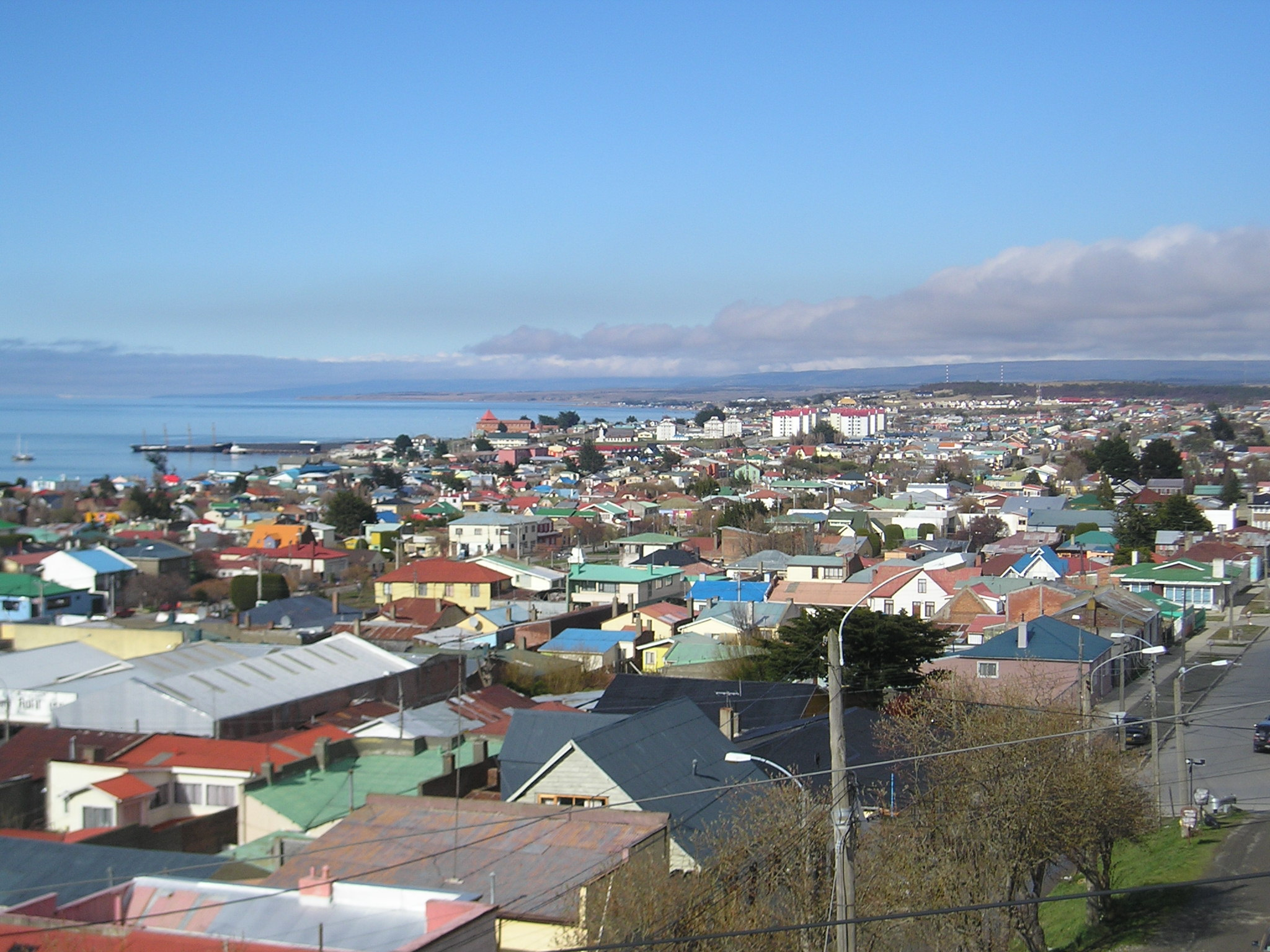
Пунта-Аренас и Магелланов пролив
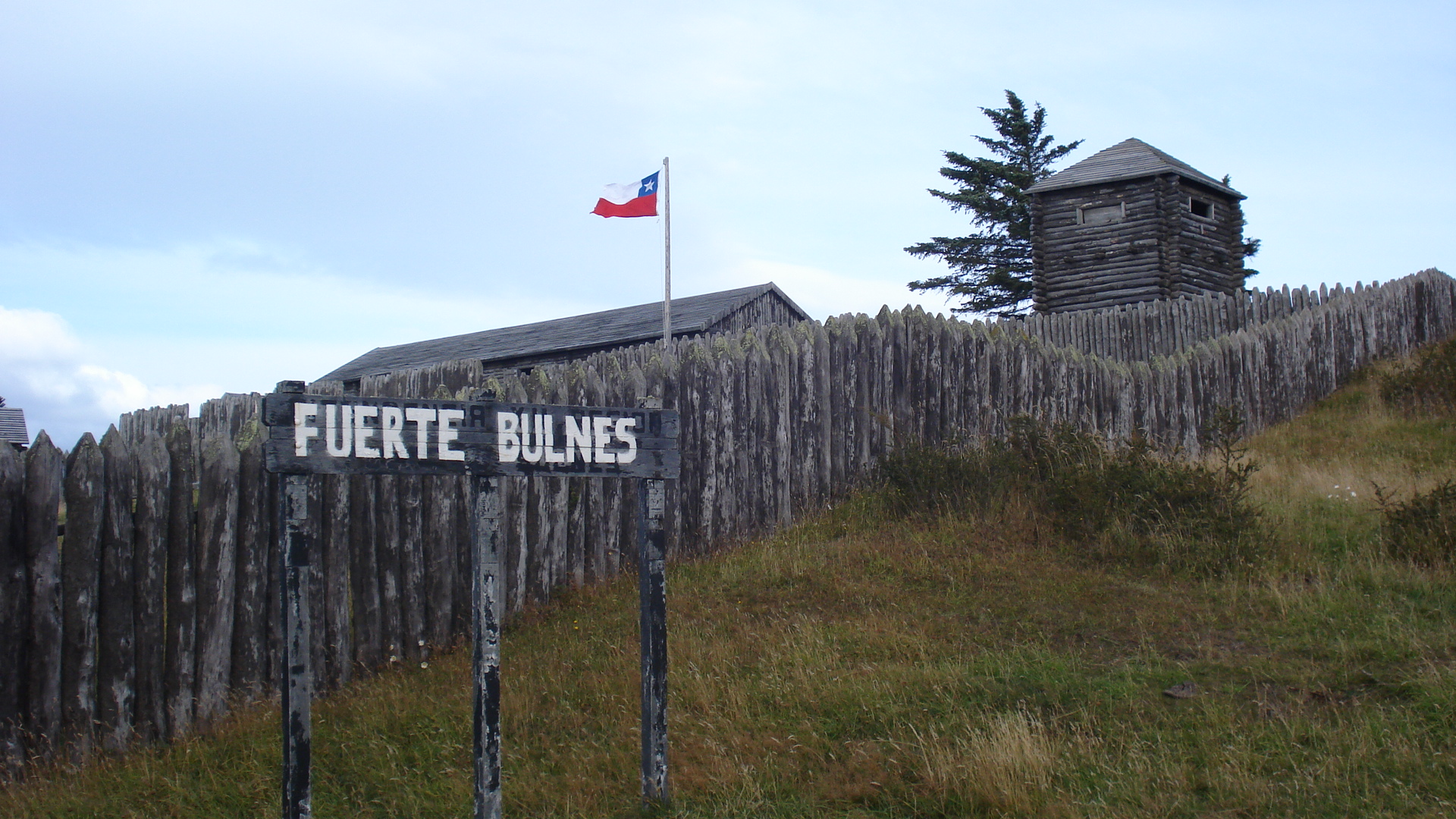
Форт-Булнес южнее Пунта-Аренаса

## Города-побратимы
- Беллингхэм, США
- Сплит, Хорватия
- Рио-Гальегос, Аргентина